# Århus Revyen
Århus Revyen er en professionel revy i Aarhus. Århus Revyen blev efter en længere pause genoptaget i 2008, hvor titlen var Vi tænker højt.
Revyen havde premiere den 13. juni 2008 på det gamle Østergades Hotel, hvis teatersal tidligere har dannet ramme om musik, teater og dans.
Kunstnerisk leder og skuespiller John Batz er idemanden bag revyen. Mange århusianere kender John Batz fra Salon Hanegal, der i 90´erne stod for de daværende Århus Revyer.
Revyen blev i 2008 andmelderost og scorede to ud af fire priser ved Årets Dirch-prisuddeling for landets revyer.
Revyen rykkede i 2009 ind i Filuren, Musikhuset Aarhus. Her holder revyen stadig til, men fra 2009 besøger revyen også Skanderborg et par dage hvert år. I 2010 var revyen også på besøg i Ebeltoft.
Århus Revyen 2011 "Tilbage Til Friheden" foregik i Tivoli Friheden teater (deraf navnet).

## Eksterne kilder og henvisninger
1. ↑  "Århus Revyen er tilbage i Tivoli Teatret i Tivoli Friheden". Arkiveret fra originalen 6. juli 2011. Hentet 26. juni 2011.